# Senecio (Paul Klee)
Senecio (Baldgreis) ist eins der bekanntesten Gemälde von Paul Klee. Es stammt aus dem Jahr 1922 und entstand in der Zeit, als der Künstler Lehrer am staatlichen Bauhaus in Weimar war. Das Bild zeigt in der Komposition sowohl Einflüsse aus der afrikanischen Masken- und Puppenkultur als auch der von Wassily Kandinsky am Bauhaus postulierten Formensprache, bestehend aus Quadrat, Dreieck und Kreis. Das Bild wurde 1931 vom Kunstmuseum Basel gekauft und befindet sich seitdem dort in der Sammlung „Kunst des 20. Jahrhunderts“.

## Beschreibung und Deutung
Der Bildtitel „Senecio“ soll sich nach Ansicht einiger Kunsthistoriker auf die Pflanze Senecio vulgaris, das Gewöhnliche Greiskraut, beziehen, weil das Kraut ähnlich runde Fruchtstände hat. Die Ergänzung „Baldgreis“ könnte sowohl eine Anspielung auf eine wörtliche Übersetzung bedeuten, aber ebenso eine humorvolle Andeutung auf das baldige Altern des Porträtierten. In den einfachen geometrischen Formen Quadrat, Dreieck und Kreis, in der für Klee typischen Ungenauigkeit, hat er ein flaches, scheibenartiges Antlitz gemalt, das aber Vorläufer in früheren Motiven seiner Arbeiten aufweist. Die afrikanische Kultur der Puppen und Masken war ihm bekannt. Daher ist der Bezug auf die Formensprache des Bauhauses hier nicht unbedingt allein zu sehen. Darüber hinaus verwendet Klee die später mit dem Bauhaus in Verbindung gebrachten Primärfarben nicht, sondern eigene, zarte und warme Farbtöne. Besonders die Zeichnung der Augen weist scharfe Linien auf, die sie hervorheben. Ähnlich scharf konturierte Augen sind auch auf seinem Bild Katze und Vogel (Museum of Modern Art, New York) von 1928 vorhanden. Klees Art, in jener Schaffensperiode Augen durch eine durchgehende geschwungene Linie zu verbinden, hat er 1924/1925 in seinem Pädagogischen Skizzenbuch mit einer Zeichnung näher erläutert. Er unterscheidet in diesem als Bauhausbuch, Band 2 erschienenen Arbeit, zwischen aktiver, medialer und passiver Linie. Über dem rechten Auge dieses Porträts sind Dreiecke gesetzt, die die einseitige Hebung der Braue zeigen. Über dem anderen, etwas tiefer angeordneten Auge finden sich Halbkreisformen. Hals und Wangen bestehen aus den bei Klee, seit der Tunisreise, bekannten farbigen Quadraten.

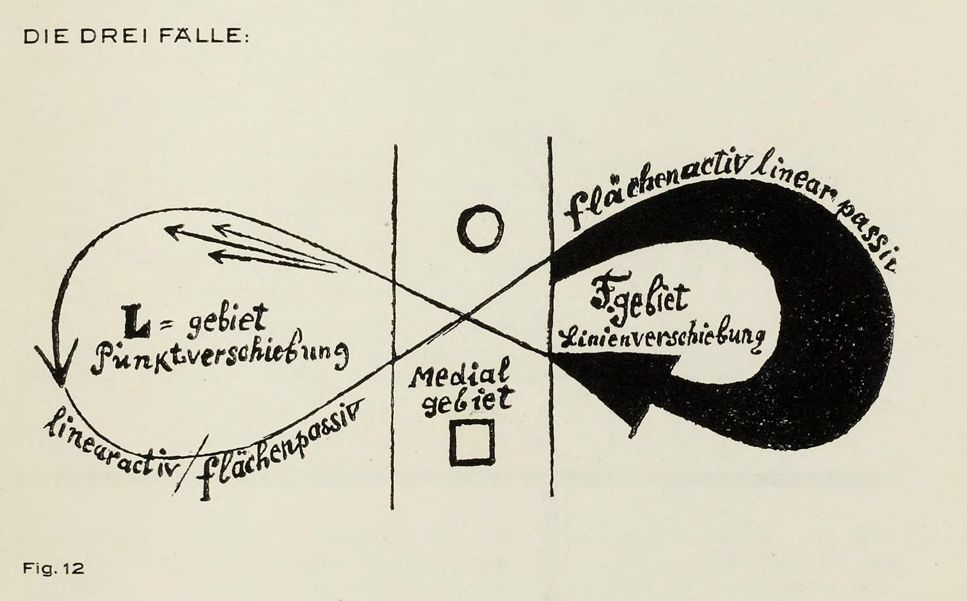
Pädagogisches Skizzenbuch, Seite 11, von Paul Klee

Neben afrikanischen Einflüssen erkennt der Kunsthistoriker Jim M. Jordan in dem Bild auch Pablo Picassos Porträt von Wilhelm Uhde, Marc Chagalls Le soldat boit und das bekannte Emblem für das Bauhaus von Oskar Schlemmer, die allesamt Ähnlichkeit mit den flachen Gesichtern westafrikanischer Puppen der Aschanti aufweisen, die Klee „gekannt haben dürfte“. Er vertrat als Bauhaus-Lehrer, das war sein spezielles Gebiet, die „Urformen des Organischen“, zu dem die Kreisform dieses Gesichts gehört, und war gegen die „vorzeitige Festlegung der Form“ eines Bildes. Klee stand schon lange vorher dem Kubismus, wie ihn Picasso vertrat, positiv, wenn auch distanziert gegenüber. In  Senecio erkennen manche Betrachter Elemente dieses Kubismus. Die Kunsthistorikerin Carola Giedion-Welcker beschreibt das Porträt als „gering humanisiert“, sie findet es „erstaunlich, wie eine simple Rundform mit roten Augenkreisen, angedeuteter Nasenvertikale und kleinen blau-lila Rechtecken in der Mundgegend die psychische Intensität und den Stimmungsgehalt des menschlichen Antlitzes empfängt“.

## Ausstellung (Auswahl)
- Ende Mai bis Ende August 1924: Ausstellung neuer deutscher Kunst. Kunstgebäude am Schlossplatz, Stuttgart[7]
- Mai bis Juni 1925: Paul Klee. 2. Gesamtausstellung. Galerie Neue Kunst – Hans Goltz, München[8]
- 20. April bis 9. Mai 1929: Bauhaus Dessau: J. Albers, L. Feininger, W. Kandinsky, P. Klee, O. Schlemmer. Kunsthalle Basel.[9]
- 23. März bis 28. Juli 2002: Paul Klee, Werke auf Papier aus dem Kupferstichkabinett Basel[10]

## Rezeption
Da Paul Klees Bilder und Zeichnungen in ihren reduzierten geometrischen Formen auch immer ein kindliches Element enthalten und der Künstler selbst auch pädagogische Ambitionen hatte und Kinderzeichnungen schätzte, sind Bilder wie dieses interessant für den Kunstunterricht an Schulen. So gibt es auch zu diesem Gemälde mit seinen leicht fassbaren Formen Unterrichtsmaterialien und Grundschulbücher zur Bildbetrachtung und Weitergestaltung:
- Bildbetrachtung in der Grundschule. … Paul Klee: Senecio: Klasse 1; mit Poster. 1. Auflage. Grundschulstunden Verlag, Schwarzenbruck 2009, ISBN 978-3-940253-23-1.
- Carolin Kautza: Kunst Grundschule: Paul Klee „Senecio“. Bildbetrachtung und Weitergestaltung (Klasse 2): Unterrichtsentwurf Saarland. GRIN Verlag, 2014, ISBN 978-3-656-61183-7.